# Irénée Hausherr
Irénée Hausherr (n. 7 iunie 1891, Eguisheim, Alsacia-Lorena, Franța – d. 5 decembrie 1978, Colmar, région Alsace⁠(d), Franța) a fost profesor de spiritualitate creștină răsăriteană la Institutul Pontifical Oriental din Roma.

## Scrieri
- Saint Théodore Studite: l'homme et l'ascète (d'après ses catéchèses), Roma, 1926;
- Un grand mystique byzantin: vie de Syméon le Nouveau Théologien (949-1022), Roma, 1928;
- Preghiera di vita vita di preghiera, Milano, 1967.

## Traduceri în limba română
- Plânsul și străpungerea inimii la Părinții Răsăriteni, Sibiu, 2009;
- Paternitatea și îndrumarea duhovnicească în Răsăritul creștin, Sibiu, 2012.